# Gouania
Gouania es un género de entre 50-70 especies de plantas de flores perteneciente a la familia Rhamnaceae, nativo de las regiones tropicales y subtropicales del mundo, incluyendo África, Madagascar, las islas del Océano Índico, sur de Asia, América y Hawái.
Son arbustos y lianas.

## Taxonomía
Gouania fue descrito por Nikolaus Joseph von Jacquin y publicado en Selectarum Stirpium Americanarum Historia ... 263–264, pl. 179, f. 40, en el año 1763. La especie tipo es: Gouania tomentosa Jacq.

## Especies seleccionadas
- Gouania corylifolia – Brasil
- Gouania hillebrandii – Hawái
- Gouania leptostachya – sur de Asia (de India a Filipinas)
- Gouania longispicata – África (de Nigeria a Sudán y sur de Zimbabue)
- Gouania lupuloides – Centro y Suramérica
- Gouania meyenii – Hawái
- Gouania napalensis – India, Nepal
- Gouania polygama (Jacq.) Urb. – de México a Argentina - bejuco de Cuba[3]
- Gouania vitifolia – Hawái